# John Buckley, 3. Baron Wrenbury
John Burton Buckley, 3. Baron Wrenbury (* 18. Juni 1927; † 27. September 2014) war ein britischer Jurist, Geistlicher und Politiker.

## Leben
John Burton Buckley stammte aus einer ursprünglich bürgerlichen Familie. Sein Großvater, Sir Henry Burton Buckley, war Privy Counsellor und Lord Justice of Appeal. Dieser wurde 1915 als Baron Wrenbury geadelt und erhielt einen damit verbundenen Sitz im House of Lords. Er selbst war der Sohn von Bryan Buckley, 2. Baron Wrenbury, und dessen Gattin Helen Malise Buckley, geborene Graham. 1956 heiratete er Carolyn Joan Maule. Die Ehe wurde 1961 geschieden. In zweiter Ehe heiratete er 1961 Penelope Sara Frances Fort, mit der er einen Sohn, William Edward Buckley, und zwei Töchter hatte.
Buckley war Schüler am Eton College. Danach immatrikulierte er sich am King’s College der Universität Cambridge, um Rechtswissenschaft zu studieren. Nach Abschluss seines Studiums wurde er 1952 als Solicitor zugelassen, war von 1955 bis 1956 Deputy Legal Adviser des National Trusts, um danach von 1956 bis 1974 Teilhaber in mehreren Anwaltskanzleien. Da ihn auf lange Sicht eine juristische Tätigkeit nicht ausfüllte, wechselte er zur Theologie. Er wurde nach Beendigung der Ausbildungszeit als Diakon der Church of England ordiniert und 1991 zum Priester geweiht. Er wurde dann bis 2012 in der Diözese Chichester Non-Stipendiary Minister (NSM).
Bereits 1940 hatte er beim Tod seines Vaters 1940 dessen Titel Baron Wrenbury geerbt und war erbliches Mitglied des britischen Oberhauses geworden. Im Oberhaus gehörte er den Crossbenchern an. Er verblieb dort bis zur Reform des House of Lords im Jahre 1999, als die erblichen Titelträger ihre ererbten Sitze verloren und nur noch 92, aus ihrer Mitte gewählte, erbliche Lords ihre Sitze beibehalten durften. Da John Buckley nicht zu den Auserwählten zählte, musste er aus dem Oberhaus ausscheiden. Nachdem er am 27. September 2014 verstorben war, folgte ihm sein Sohn William Edward Buckley als 4. Baron Wrenbury. Er wurde am 11. Oktober 2014 in Dallington in East Sussex begraben.